# Gustavs Zemgals
Gustavs Zemgals (12. august 1871 – 6. januar 1939) var en lettisk advokat, politiker og den anden lettiske præsident.
Zemgals var født den 12. august 1871 i Džūkstes pagasts i Guvernement Kurland – på det tidspunkt en del af det Russiske Kejserrige. Zemgals gik i grundskole i Saka pagasts, og fortsatte uddannelsen i Rigas Nikolaj Gymnasium. Han dimitterede fra Moskvas statsuniversitet i 1899 med en grad i jura, hvorefter han vendte hjem og virkede som advokat, avisredaktør og politisk aktivist. I 1904, under den russisk-japanske krig, blev Zemgals mobiliseret og sendt til fronten, hvor han tilbragte halvandet år og forfremmedes til kaptajn.
Efter sin tilbagevenden i 1905, blev Zemgals en af skaberne af en ny liberal avis "Jaunā Dienas Lapa" (Bladet Ny Dag) og fortsatte som redaktør af denne avis. Han var også redaktør for avisen der efterfulgte "Jaunā Dienas Lapa" – "Mūsu Laiki" (Vor Tid). I juli 1907 i Rigas distriktsdomstol idømtes Zemgals en tre måneders dom for hans arbejde på "Mūsu Laiki". Kort tid efter etablerede Zemgals Letlands Demokratiske Parti sammen med nogle andre politiske aktivister. I perioden fra 1912 til 1914 arbejdede Zemgals også på bladet "Domas" (Tanker).
Ved 1. verdenskrigs begyndelse blev Zemgals igen mobiliseret, og i første omgang tildelt en infanteridivision i den midterste del af det nuværende Letland, men senere blev han sendt til Finland. Efter sin tilbagevenden til Riga, blev Zemgals valgt som formand for byrådet, reelt borgmester, den 23. april 1917. I efteråret 1917 valgte Rigas midlertidig byråd Zemgals gentagne gange som formand for byrådet. På dette tidspunkt var han aktiv i Letlands Radikal-Demokratiske Parti.
Fra 1918 var Zemgals aktiv i Letlands midlertidige nationale råd, Letlands Folkeråd, hvor han arbejdede på spørgsmål i forbindelse med de besatte lettiske områder. Som medlem af Letlands Radikal-Demokratiske Parti, blev han anden stedfortræder for formanden for Letlands Folkeråd, et repræsentativt råd for lettiske politiske partier og organisationer. Mens han havde dette embede, var han formand ved folkerådets møde den 18. november 1918, hvor Republikken Letland erklærede sin uafhængighed. Den 3. december 1918 blev Zemgals valgt som formand for Rigas Byråd.
Da bolsjevikkerne i 1919 var tæt på at opnå magten og nærmede sig Letland, sendte folkerådet Jānis Čakste og Zemgals til udlandet for at repræsentere lettiske interesser. Čakste, Zemgals og flere andre fra regeringen tog til København på et britisk krigsskib, men Zemgals vendte tilbage til Letland blot to måneder senere, hvor han forsøgte at genoprette folkerådet, men Zemgals og en gruppe loyale politikere blev arresteret af den tyske hær.
Senere blev Zemgals medlem af det lettiske parlament Saeima for Letlands Demokratiske Centerparti og var minister i flere regeringer. I 1927, efter Jānis Čakstes død blev han valgt som Letlands præsident. Som præsident, blandede han sig meget lidt i Saeimas arbejde med love, og han sendte kun én lov tilbage til endnu en gennemgang i Saeimaen, mens Zemgals ofte benyttede sin ret til at give amnesti. I sin tid som præsident gav Zemgals amnesti til 648 personer, hvoraf 172 modtog fuldstændig amnesti. Han tjente som præsident indtil 1930, da hans valgperiode udløb, og han nægtede at opstille til endnu en periode, selv han blev bedt om det af mange at gøre det. Zemgals fortsatte derefter sine politiske aktiviteter og blev valgt til det fjerde Saeima som menigt medlem, hvor han var medlem af de udenrigs-, finans-, handels- og industriudvalgene. I 1931 og 1932 var han også finansminister. I løbet af trediverne offentliggjordes Zemgals artikler i avisen "Jaunākās Ziņas" (Seneste Nyheder).
Gustavs Zemgals var siden den 16. november 1926 Kommandør af Trestjerneordenen, og var siden den 9. november 1929 Kommandør af Storkorset med kæde af Trestjerneordenen. Zemgals døde den 6. januar 1939 og ligger begravet på Mežakirkegården i Riga.